# Prawo międzyczasowe
Prawo międzyczasowe (zw. też "prawem intertemporalnym" lub "przepisami przejściowymi") – zespół reguł określających zakres i czas obowiązywania (stosowania) przepisów prawnych uchylonych przez nowy akt normatywny. Rozstrzyga kwestię, która norma (nowa czy stara) znajdzie zastosowanie do stosunków prawnych powstałych przed uchyleniem wcześniejszej normy, a trwających nadal pod rządem nowej.
W polskim systemie prawnym nie ma jednolitej regulacji (w formie jednego aktu normatywnego) prawa międzyczasowego. Przepisy regulujące tę materię umieszczane są w poszczególnych aktach prawnych, w jego końcowej części, często w odrębnej sekcji zatytułowanej: Przepisy przejściowe lub Przepisy przejściowe i końcowe. Niekiedy przepisy przejściowe mogą zostać umieszczone w odrębnym akcie normatywnym dotyczącym aktu głównego; przykładowo: Ustawa z dnia 6 czerwca 1997 r. – Przepisy wprowadzające Kodeks karny (Dz.U. z 1997 r. nr 88, poz. 554, ze zm.).
 Artykuł uwzględnia ograniczony pod względem terytorialnym stan prawny na 19 sierpnia 2010. Zapoznaj się z zastrzeżeniami dotyczącymi pojęć prawnych w Wikipedii.